# Lista de primeiros-ministros da Índia
Esta é uma lista de Primeiros-ministros da Índia.
O Primeiro-ministro da Índia é o chefe executivo do Governo da Índia. No sistema parlamentar indiano, a Constituição nomeia o Presidente como chefe de jure, mas a função é exercida de facto pelo Primeiro-ministro através de seu Conselho de Ministros. Designado e empossado no cargo pelo Presidente, o Primeiro-ministro é normalmente o líder do partido ou aliança em maioria na Lok Sabha, a câmara baixa do Parlamento da Índia.
Desde 1948, a Índia possuiu 15 primeiros-ministros, incluindo Gulzarilal Nanda, que ocupou o cargo em duas ocasiões. O primeiro a ocupar o cargo foi Jawaharlal Nehru, empossado em 15 de agosto de 1947, quando da Independência do país. Tendo servido até sua morte em maio de 1964, Nehru detém o recorde de mais longo governo da história do país. Indira Gandhi, filha de Nehru, em 1966, tornou-se a primeira mulher indiana a assumir o cargo. Indira renunciou ao cargo em 1979, sendo sucedida por Charan Singh, porém foi eleita novamente no mesmo ano; pelo segundo mandato, Indira permaneceu até 1984.
O atual Primeiro-ministro indiano é Narendra Modi, empossado em 26 de maio de 2014.

## Lista de chefes de governo da Índia

### Delhi Sultanate(1206–1290)
- Qutb-ud-Din Aibak (1206–1210)
- Aram Shah (1210–1211)
- Altamash (Shams ud din Iltutmish) (1211–1236)
- Rukn ud din Firuz I. (1236)
- Raziyyat ud din Sultana (1236–1240)
- Muiz ud din Bahram (1240–1242)
- Ala ud din Masud (1242–1246)
- Nasir ud din Mahmud I. (1246–1266)
- Ghiyas ud din Balban (1266–1286)
- Muiz ud din Qaiqabd (1286–1290)
- Kayumarth (1290)

### Delhi Sultanate (1290–1320)
- Jalal ud din Firuz II. Khilji (1290–1296)
- Ibrahim I. (1296)
- Muhammad I. Ala ud-Din Khalji (1296–1316)
- Schihab ud din Omar (1316)
- Quitt ud din Mubarak Schah (1316–1320)
- Nasir ud-din Chusrau (1320)

### Delhi Sultanate (1320–1413)
- Ghiyas-ud-din Tughluq Shah I. (1320–1325)
- Muhammad Schah II. (1325–1351)
- Mahmud Ibn Muhammad (März 1351)
- Firuz Schah Tughluq (1351–1388)
- Ghiyas ud din Tughluq II. (1388–1389)
- Abu Baker (1389–1390)
- Nasir ud din Muhammad Schah III. (1390–1394)
- Sikander Shah I. (1394)
- Mahmud II. Nasir ud din (Sultan Mahmud II.) in Delhi (1394–1413)
- Nusrat Schah in Firuzabad (1394–1398)

Timur Lenk erobert Delhi und setzt die Sayyiden ein

### Delhi Sultanate (1413–1414);
- Daulat Khan (1413–1414)

### Delhi Sultanate(1414–1451)
- Khidr Khan (1414–1421)
- Mubarrak Schah II. (1421–1434)
- Mohammed Schah IV. (1434–1445)
- Aladdin Alam Schah (1445–1451)

### Delhi Sultanate (1451–1526)
- Bahlul Lodi (1451–1489)
- Sikandar Lodi (1489–1517)
- Ibrahim II. Lodi (1517–1526)

1526–1540 durch das Mogulreich beherrscht

### Delhi Sultanate (1540–1555)
- Sher Schah (1540–1545)
- Islam Schah (1545–1553)
- Muhammad V. (1553–1555)
- Firuz IV. (1555)
- Ibrahim III. (1555)
- Sikander III.Schah (1555)

### Lista
| N    | Portrait | Name                                 | Term of office    | Term of office  |
| ---- | -------- | ------------------------------------ | ----------------- | --------------- |
| 1    |          | Amir Nizamuddin Khalifa              | 1526              | 1540            |
| 2    |          | Qaracha Khan                         | 1540              | 1550            |
| 3    |          | Bairam Khan                          | 1550              | 1560            |
| 4    |          | Munim Khan                           | 1560              | 1565            |
| 5    |          | Muzaffar Khan Turbati                | 1575              | 1579            |
| 6    |          | Abu'l-Fazl ibn Mubarak               | 1579              | 1602            |
| 7    |          | Khanzada Abdur Rahim                 | 1589              | 1595            |
| 8    |          | Mirza Aziz Koka                      | 1595              | 1605            |
| 9    |          | Sharif Khan                          | 1605              | 1611            |
| 10   |          | Mirza Ghias Beg                      | 1611              | 1622            |
| 11   |          | Abu'l-Hasan Asaf Khan                | 1622              | 1630            |
| 12   |          | Afzal Khan Shirazi                   | 1630              | 1639            |
| 13   |          | Islam Khan Mashadi                   | 1639              | 1640            |
| 14   |          | Shaikh Ilam-ud-Din Ansari            | 1640              | 1642            |
| 15   |          | Sadullah Khan                        | 1642              | 1656            |
| 16   |          | Mir Jumla                            | 1656              | 1657            |
| 17   |          | Jafar Khan                           | 1657              | 1658            |
| 18   |          | Fazil Khan                           | 1658              | 1663            |
| (17) |          | Jafar Khan                           | 1663              | 1670            |
| 19   |          | Asad Khan                            | 1675              | 1707            |
| 20   |          | Mun'im Khan                          | 1707              | 1711            |
| 21   |          | Hidayatullah Khan                    | 1711              | 1713            |
| 22   |          | Zulfiqar Khan Nusrat Jung            | 1712              | 1713            |
| 23   |          | Mir Rustam Ali Khan                  | 1710              | 1737            |
| 24   |          | Sayyid Hassan Ali Khan Barha         | 1713              | 1720            |
| 25   |          | Muhammad Amin Khan Turani            | 1720              | 1721            |
| 26   |          | Mir Qamar-ud-Din Khan Asaf Jah I     | 1721              | 1724            |
| 27   |          | Mir Fazil Qamar-ud-Din Khan          | 1724              | 1731            |
| 28   |          | Saadat Ali Khan I                    | 1731              | 19 March 1739   |
| (27) |          | Mir Fazil Qamar-ud-Din Khan          | 19 March 1739     | 1748            |
| 29   |          | Safdar Jang                          | 1748              | 1753            |
| 30   |          | Intizam-ud-Daulah                    | 1753              | 1754            |
| 31   |          | Muhammad Muqim                       | 1 October 1754    | 5 October 1754  |
| 32   |          | Imad-ul-Mulk Feroze Jung             | 1754              | 1760            |
| 33   |          | Jalal-ud-din Haider Abul-Mansur Khan | 1760              | 1775            |
| 34   |          | Mirza Jawan Bakht                    | 1760              | 1775            |
| 35   |          | Asaf-ud-Daula                        | 1775              | 1784            |
| (34) |          | Mirza Jawan Bakht                    | 1784              | 1784            |
| (35) |          | Asaf-ud-Daula                        | 1784              | 1797            |
| 36   |          | Wazir Ali Khan                       | 21 September 1797 | 21 January 1798 |

| N    | Portrait | Personal Name                               | Reign                                                                                          |
| ---- | -------- | ------------------------------------------- | ---------------------------------------------------------------------------------------------- |
| (36) |          | Wazir Ali Khanوزیر علی خان‎                  | 21 September 1797 – 21 January 1798                                                            |
| 37   |          | Saadat Ali Khan IIسعادت علی خان‎             | 21 January 1798 – 11 July 1814                                                                 |
| 38   |          | Ghazi-ud-Din Haidar Shahغازی الدیں حیدر شاہ‎ | 11 July 1814 – 19 October 1827                                                                 |
| 39   |          | Nasir-ud-Din Haidar Shahناصر الدیں حیدر شاہ‎ | 19 October 1827 – 7 July 1837                                                                  |
| 40   |          | Muhammad Ali Shahمحمّد علی شاہ‎               | 7 July 1837 – 7 May 1842                                                                       |
| 42   |          | Amjad Ali Shahامجد علی شاہ‎                  | 7 May 1842 – 13 February 1847                                                                  |
| 43   |          | Wajid Ali Shahواجد علی شاہ‎                  | 13 February 1847 – 11 February 1856                                                            |
| 44   |          | Begum hazrat Mahalبیگم حضرت محل‎             | 11 February 1856 – 5 July1857 Wife of Wajid Ali Shah and mother of Birjis Qadra (in rebellion) |
| 45   |          | Birjis Qadrبر جیس قدر‎                       | 5 July 1857 – 3 March 1858 (in rebellion)                                                      |

### Lista do Primeiro Ministro Mughal
| N  | Portrait | Birth Name                      | Reign                                               |
| -- | -------- | ------------------------------- | --------------------------------------------------- |
| 46 |          | Abu Zafar Siraj al-Din Muhammad | 3 March 1858 – 7 November 1862 (19 years, 360 days) |

### Lista de primeiros-ministros da Índia
| No. | Portrait | Name (birth and death)           | Term of office | Term of office | Party       |
| No. | Portrait | Name (birth and death)           | Took office    | Left office    | Party       |
| --- | -------- | -------------------------------- | -------------- | -------------- | ----------- |
| 47  |          | Charles Wood                     | 1862           | 1862           | Independent |
| 48  |          | Jung Bahadur Rana                | 1862           | 1862           | Independent |
| 49  |          | Dost Mohammad Khan               | 1862           | 1862           | Independent |
| 50  |          | Jyotirao Phule                   | 1862           | 1863           | Independent |
| 51  |          | James Bruce                      | 1863           | 1863           | Independent |
| 52  |          | Dayananda Saraswati              | 1863           | 1863           | Independent |
| 53  |          | Ramakrishna                      | 1863           | 1863           | Independent |
| 54  |          | Sher Ali Khan                    | 1863           | 1863           | Independent |
| 55  |          | Takht Singh                      | 1863           | 1863           | Independent |
| 56  |          | John Lawrence                    | 1863           | 1863           | Independent |
| 57  |          | Debendranath Tagore              | 1863           | 1870           | Independent |
| 58  |          | Syed Ahmad Khan                  | 1870           | 1875           | Independent |
| 59  |          | Mohsin-ul-Mulk                   | 1875           | 1880           | Independent |
| 60  |          | Mir Turab Ali Khan, Salar Jung I | 1880           | 1883           | Independent |
| 61  |          | Ranodip Singh Kunwar             | 1883           | 1883           | Independent |
| 62  |          | Mir Laiq Ali Khan, Salar Jung II | 1883           | 1883           | Independent |
| 63  |          | Keshub Chandra Sen               | 1883           | 1883           | Independent |
| 64  |          | Herbert Spencer                  | 1884           | 1885           | Independent |
| 65  |          | Bhikaiji Cama                    | 1885           | 1885           | Independent |
| 66  |          | Abhayananda                      | 1885           | 1885           | Independent |
| 67  |          | Jaswant Singh II                 | 1885           | 1885           | Independent |
| 68  |          | John Wodehouse                   | 1885           | 1885           | Independent |
| 69  |          | Frederick Hamilton               | 1885           | 1885           | Independent |

Legend
| No.    | Portrait                                   | Name                          | Term of office | Appointed by | Party                    |
| ------ | ------------------------------------------ | ----------------------------- | -------------- | ------------ | ------------------------ |
| 70     | An image of Womesh Chandra Bonnerjee.      | Womesh Chandra Bonnerjee      | 1885           | Bombay       | Indian National Congress |
| 71     | An image of Dadabhai Naoroji.              | Dadabhai Naoroji              | 1886           | Calcutta     |                          |
| 72     | An image of Badruddin Tyabji.              | Badruddin Tyabji              | 1887           | Madras       |                          |
| 73     | An image of George Yule.                   | George Yule                   | 1888           | Allahabad    |                          |
| 74     | An image of William Wedderburn.            | William Wedderburn            | 1889           | Bombay       |                          |
| 75     | An image of Pherozesha Mehta.              | Pherozeshah Mehta             | 1890           | Calcutta     |                          |
| 76     |                                            | Panapakkam Anandacharlu       | 1891           | Nagpur       |                          |
| (70) ) | An image of Womesh Chandra Bonnerjee.      | Womesh Chandra Bonnerjee      | 1892           | Allahabad    |                          |
| (71)   | An image of Dadabhai Naoroji.              | Dadabhai Naoroji              | 1893           | Lahore       |                          |
| 77     | An image of Alfred Webb.                   | Alfred Webb                   | 1894           | Madras       |                          |
| 78     | An image of Surendranath Banerjee.         | Surendranath Banerjee         | 1895           | Poona        |                          |
| 79     | An image of Rahimtulla M. Sayani.          | Rahimtulla M. Sayani          | 1896           | Calcutta     |                          |
| 80     | An image of C Sankaran Nair.               | C. Sankaran Nair              | 1897           | Amaravati    |                          |
| 81     | An image of Anandamohan Bose.              | Anandamohan Bose              | 1898           | Madras       |                          |
| 82     | An image of Romesh Chunder Dutt.           | Romesh Chunder Dutt           | 1899           | Lucknow      |                          |
| 83     | An image of N. G. Chandavarkar.            | N. G. Chandavarkar            | 1900           | Lahore       |                          |
| 84     | An image of Dinshaw Edulji Wacha.          | Dinshaw Edulji Wacha          | 1901           | Calcutta     | Indian National Congress |
| 85     |                                            | Swami Vivekananda             | 1902           |              |                          |
| 86     | An image of Surendranath Banerjee.         | Surendranath Banerjee         | 1902           | Ahmedabad    |                          |
| 87     |                                            | Lalmohan Ghosh                | 1903           | Madras       |                          |
| 88     | An image of Henry Cotton.                  | Henry John Stedman Cotton     | 1904           | Bombay       |                          |
| 89     | An image of Gopal Krishna Gokhale.         | Gopal Krishna Gokhale         | 1905           | Banaras      |                          |
| 90     | An image of Dadabhai Naoroji.              | Dadabhai Naoroji              | 1906           | Calcutta     |                          |
| 91     | An image of Rashbihari Ghosh.              | Rashbihari Ghosh              | 1907           | Surat        |                          |
| 91     | An image of Rashbihari Ghosh.              | Rashbihari Ghosh              | 1908           | Madras       |                          |
| 92     | An image of Madan Mohan Malaviya.          | Madan Mohan Malaviya          | 1909           | Lahore       |                          |
| 93     | An image of William Wedderburn.            | William Wedderburn            | 1910           | Allahabad    |                          |
| 94     |                                            | Bishan Narayan Dar            | 1911           | Calcutta     |                          |
| 95     | An image of Raghunath Narasinha Mudholkar. | Raghunath Narasinha Mudholkar | 1912           | Bankipore    |                          |
| 96     |                                            | Nawab Syed Muhammad Bahadur   | 1913           | Karachi      |                          |
| 97     |                                            | Bhupendra Nath Bose           | 1914           | Madras       |                          |
| 98     | An image of Satyendra Prasanno Sinha.      | Satyendra Prasanno Sinha      | 1915           | Bombay       |                          |
| 99     | An image of Ambica Charan Mazumdar.        | Ambica Charan Mazumdar        | 1915           | Lucknow      |                          |

## Secretários de Estado da Índia

### Secretários
- 1784-1790  Thomas Townshend, 1:e viscount Sydney
- 1790-1793  William Grenville, 1:e baron Grenville
- 1793-1801  Henry Dundas
- 1801-1802  George Legge, 3:e earl av Dartmouth
- 1802-1806  Robert Stewart, viscount Castlereagh
- 1806-1806  Gilbert Elliot
- 1806-1806  Thomas Grenville
- 1806-1807  George Tierney
- 1807-1809  Robert Dundas
- 1809-1809  Dudley Ryder, 1:e earl av Harrowby
- 1809-1812  Robert Dundas
- 1812-1816  Robert Hobart, 4:e earl av Buckinghamshire
- 1816-1821  George Canning
- 1821-1822  Charles Bathurst
- 1822-1828  Charles Williams-Wynn
- 1828-1828  Robert Dundas, 2:e viscount Melville
- 1828-1830  Edward Law, 2:e baron Ellenborough
- 1830-1834  Charles Grant
- 1834-1835  Edward Law, 2:e baron Ellenborough
- 1835-1841  Sir John Cam Hobhouse
- 1841-1841  Edward Law, 2:e baron Ellenborough
- 1841-1843  William Vesey-FitzGerald, 2:e baron Fitzgerald och Vesey
- 1843-1846  Frederick John Robinson, 1:e earl av Ripon
- 1846-1852  Sir John Cam Hobhouse
- 1852-1852  Fox Maule
- 1852-1852  John Charles Herries
- 1852-1855  Sir Charles Wood
- 1855-1858  Robert Vernon Smith
- 1858-1858  Edward Law, 1:e earl av Ellenborough
- 1858-1858  Edward Stanley, 14:e earl av Derby

### Secretários de Estado da Índia, 1858–1937

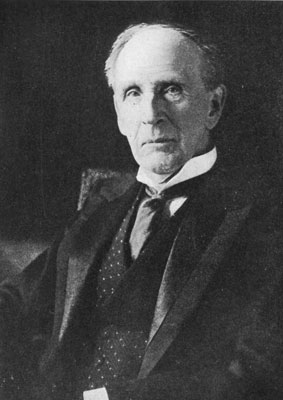
O 1º Visconde Morley de Blackburn, Secretário de Estado da Índia de 1905 a 1910 e novamente brevemente, como Secretário interino, em 1911

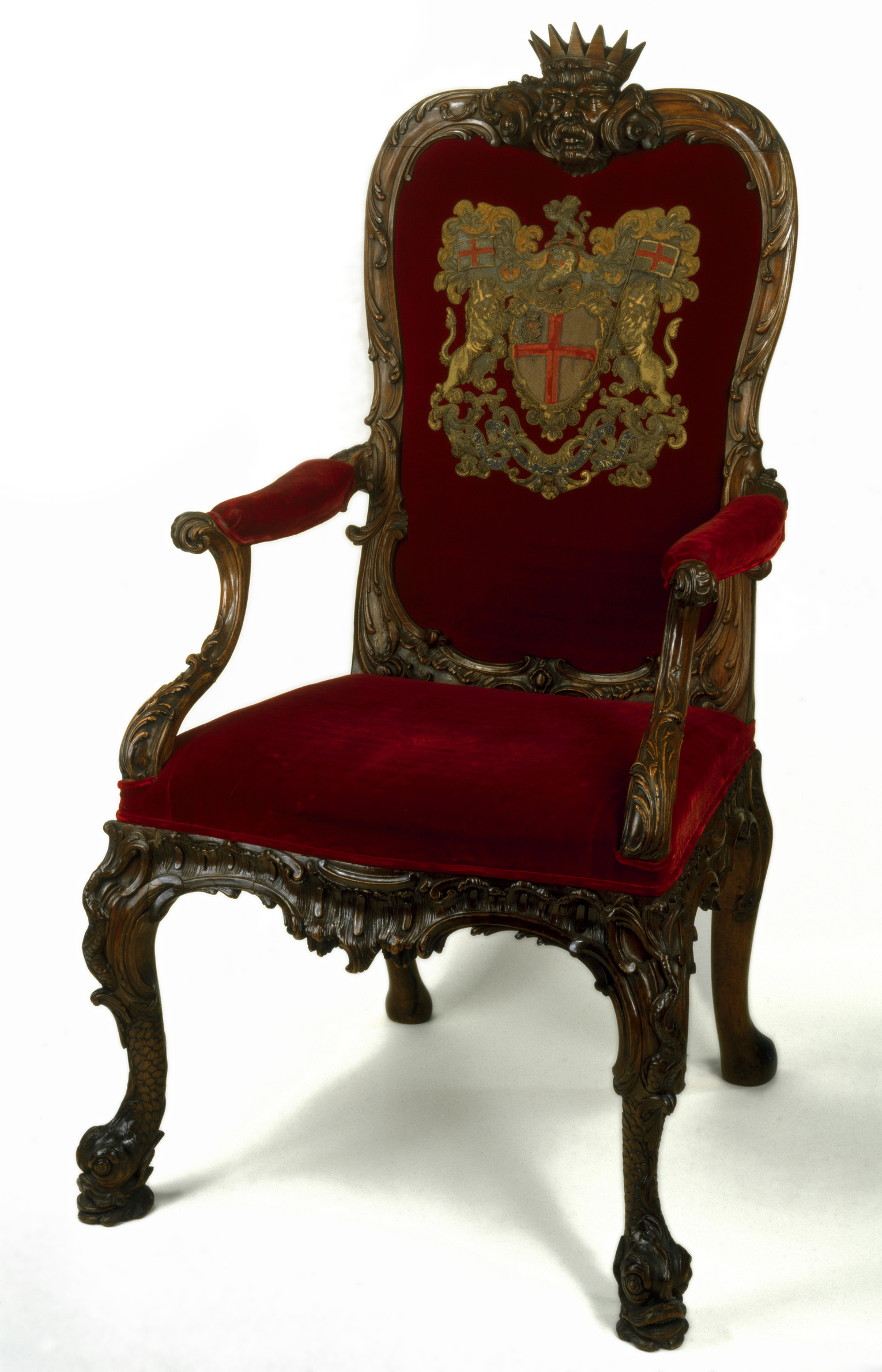
O assento cerimonial do Presidente do Tribunal de Administração da Companhia das Índias Orientais e, posteriormente, do Secretário de Estado da Índia

Fonte: 
| Retrato | Retrato                              | Nome | Term of office          | Term of office          | Partido            | Primeiro-ministro | Primeiro-ministro                                        |
| ------- | ------------------------------------ | --- | ----------------------- | ----------------------- | ------------------ | ----------------- | -------------------------------------------------------- |
|         |                                      | O Muito Honorável Lord Stanley MP por King's Lynn                                                               | 2 de agosto de 1858     | 11 de junho de 1859     | Conservador        |                   | 14° Conde de Derby                                       |
|         |                                      | O Muito Honorável Sir Charles Wood Bt GCB PC MP por Halifax até 1865 MP por Ripon depois de 1865                | 18 de junho de 1859     | 16 de fevereiro de 1866 | Liberal            |                   | Visconde Palmerston                                      |
|         | Conde Russell                        | O Muito Honorável Sir Charles Wood Bt GCB PC MP por Halifax até 1865 MP por Ripon depois de 1865                | 18 de junho de 1859     | 16 de fevereiro de 1866 | Liberal            |                   |                                                          |
|         |                                      | O Muito Honorável Conde de Grey VD PC                                                                           | 16 de fevereiro de 1866 | 26 de junho de 1866     | Liberal            |                   |                                                          |
|         |                                      | O Muito Honorável Visconde Cranborne MP por Stamford                                                            | 6 de julho de 1866      | 8 de março de 1867      | Conservador        |                   | 14° Conde de Derby                                       |
|         |                                      | O Muito Honorável Sir Stafford Northcote Bt CB MP por North Devonshire                                          | 8 de março de 1867      | 1 de dezembro de 1868   | Conservador        |                   | 14° Conde de Derby                                       |
|         | Benjamin Disraeli                    | O Muito Honorável Sir Stafford Northcote Bt CB MP por North Devonshire                                          | 8 de março de 1867      | 1 de dezembro de 1868   | Conservador        |                   |                                                          |
|         |                                      | Sua Graça Duque de Argyll KT PC                                                                                 | 9 de dezembro de 1868   | 17 de fevereiro de 1874 | Liberal            |                   | William Ewart Gladstone                                  |
|         |                                      | O Mais Honorável Marquês of Salisbury PC RFS                                                                    | 21 de fevereiro de 1874 | 2 de abril de 1878      | Conservador        |                   | Benjamin Disraeli                                        |
|         |                                      | O Muito Honorável Visconde Cranbrook PC                                                                         | 2 de abril de 1878      | 21 de abril de 1880     | Conservador        |                   | Benjamin Disraeli                                        |
|         |                                      | O Mais Honorável Marquês de Hartington MP por North East Lancashire                                             | 28 de abril de 1880     | 16 de dezembro de 1882  | Liberal            |                   | William Ewart Gladstone                                  |
|         |                                      | O Muito Honorável Conde de Kimberley PC                                                                         | 16 de dezembro de 1882  | 9 de junho de 1885      | Liberal            |                   | William Ewart Gladstone                                  |
|         |                                      | O Muito Honorável Lord Randolph Churchill MP por Paddington South                                               | 24 de junho de 1885     | 28 de janeiro de 1886   | Conservador        |                   | Marquêss de Salisbury                                    |
|         |                                      | O Muito Honorável Conde de Kimberley KG PC                                                                      | 6 de fevereiro de 1886  | 20 de julho de 1886     | Liberal            |                   | William Ewart Gladstone                                  |
|         |                                      | O Muito Honorável Visconde Cross GCB PC                                                                         | 3 de agosto de 1886     | 11 de agosto de 1892    | Conservador        |                   | Marquêss de Salisbury                                    |
|         |                                      | O Muito Honorável Conde de Kimberley KG PC                                                                      | 18 de agosto de 1892    | 10 de março de 1894     | Liberal            |                   | William Ewart Gladstone                                  |
|         |                                      | O Muito Honorável Henry Fowler MP por Wolverhampton East                                                        | 10 de março de 1894     | 21 de junho de 1895     | Liberal            |                   | Conde de Rosebery                                        |
|         |                                      | O Muito Honorável Lord George Hamilton MP por Ealing                                                            | 4 de julho de 1895      | 9 de outubro de 1903    | Conservador        |                   | Marquêss de Salisbury (Coligação Unionista)              |
|         | Arthur Balfour (Coligação Unionista) | O Muito Honorável Lord George Hamilton MP por Ealing                                                            | 4 de julho de 1895      | 9 de outubro de 1903    | Conservador        |                   |                                                          |
|         |                                      | O Muito Honorável William St John Brodrick MP por Guildford                                                     | 9 de outubro de 1903    | 4 de dezembro de 1905   | Unionista Irlandês |                   |                                                          |
|         |                                      | O Muito Honorável John Morley OM PC MP por Montrose Burghs até 1908 Visconde Morley de Blackburn depois de 1908 | 10 de dezembro de 1905  | 3 de novembro de 1910   | Liberal            |                   | Sir Henry Campbell-Bannerman                             |
|         |                                      | O Muito Honorável John Morley OM PC MP por Montrose Burghs até 1908 Visconde Morley de Blackburn depois de 1908 | 10 de dezembro de 1905  | 3 de novembro de 1910   | Liberal            | H. H. Asquith     |                                                          |
|         |                                      | O Muito Honorável Conde de Crewe KG PC FSA                                                                      | 3 de novembro de 1910   | 7 de março de 1911      | Liberal            |                   |                                                          |
|         |                                      | O Muito Honorável Visconde Morley de Blackburn OM PC                                                            | 7 de março de 1911      | 25 de maio de 1911      | Liberal            |                   |                                                          |
|         |                                      | O Mais Honorável Marquês de Crewe KG PC FSA                                                                     | 25 de maio de 1911      | 25 de maio de 1915      | Liberal            |                   |                                                          |
|         |                                      | O Muito Honorável Austen Chamberlain MP por Birmingham West                                                     | 25 de maio de 1915      | 17 de julho de 1917     | Conservador        |                   | H. H. Asquith (Coligação) David Lloyd George (Coligação) |
|         |                                      | O Muito Honorável Edwin Montagu MP por Chesterton até 1918 MP por Cambridgeshire depois de 1918                 | 17 de julho de 1917     | 19 de março de 1922     | Liberal            |                   | H. H. Asquith (Coligação) David Lloyd George (Coligação) |
|         | Ficheiro:William Peel.jpg            | O Muito Honorável Visconde Peel GBE PC                                                                          | 19 de março de 1922     | 22 de janeiro de 1924   | Conservador        |                   | Bonar Law                                                |
|         | Ficheiro:William Peel.jpg            | O Muito Honorável Visconde Peel GBE PC                                                                          | 19 de março de 1922     | 22 de janeiro de 1924   | Conservador        | Stanley Baldwin   |                                                          |
|         |                                      | O Muito Honorável Lord Olivier KCMG CB PC                                                                       | 22 de janeiro de 1924   | 3 de novembro de 1924   | Trabalhista        |                   | Ramsay MacDonald                                         |
|         |                                      | O Muito Honorável Conde de Birkenhead KCMG PC                                                                   | 6 de novembro de 1924   | 18 de outubro de 1928   | Conservador        |                   | Stanley Baldwin                                          |
|         | Ficheiro:William Peel.jpg            | O Muito Honorável Visconde Peel GBE PC                                                                          | 18 de outubro de 1928   | 4 de junho de 1929      | Conservador        |                   | Stanley Baldwin                                          |
|         |                                      | O Muito Honorável William Wedgwood Benn DSO MP por Aberdeen North                                               | 7 de junho de 1929      | 24 de agosto de 1931    | Trabalhista        |                   | Ramsay MacDonald                                         |
|         |                                      | O Muito Honorável Sir Samuel Hoare Bt GCSI GBE CMG JP MP por Chelsea                                            | 25 de agosto de 1931    | 7 de junho de 1935      | Conservador        |                   | Ramsay MacDonald (1° & 2° Ministério Nacional)           |
|         |                                      | O Mais Honorável Marquês de Zetland GCSI GCIE PC                                                                | 7 de junho de 1935      | 28 de maio de 1937      | Conservador        |                   | Stanley Baldwin (3° Ministério Nacional)                 |

### Secretários de Estado da Índia e Birmânia, 1937–1947
Fonte: 
| Retrato | Retrato | Nome                                                     | Mandato             | Mandato              | Partido     | Primeiro-ministro | Primeiro-ministro                                                |
| ------- | ------- | -------------------------------------------------------- | ------------------- | -------------------- | ----------- | ----------------- | ---------------------------------------------------------------- |
|         |         | O Muito Honorável Marquês de Zetland GCSI GCIE PC        | 28 de maio de 1937  | 13 de maio de 1940   | Conservador |                   | Neville Chamberlain (4° Ministério Nacional; Coalizão de Guerra) |
|         |         | O Muito Honorável Leo Amery MP por Birmingham Sparkbrook | 13 de maio de 1940  | 26 de julho de 1945  | Conservador |                   | Winston Churchill (Coalizão de Guerra; Ministério Interino)      |
|         |         | O Muito Honorável Lord Pethick-Lawrence PC               | 3 de agosto de 1945 | 17 de abril de 1947  | Trabalhista |                   | Clement Attlee                                                   |
|         |         | O Muito Honorável Conde de Listowel PC                   | 17 de abril de 1947 | 14 de agosto de 1947 | Trabalhista |                   | Clement Attlee                                                   |

### Secretários de Estado da Birmânia, 1947-1948
Fonte: 
| Retrato | Retrato | Nome                                   | Mandato              | Mandato              | Partido     | Primeiro-ministro | Primeiro-ministro |
| ------- | ------- | -------------------------------------- | -------------------- | -------------------- | ----------- | ----------------- | ----------------- |
|         |         | O Muito Honorável Conde de Listowel PC | 14 de agosto de 1947 | 4 de janeiro de 1948 | Trabalhista |                   | Clement Attlee    |

### Lista de primeiros-ministros da Índia
| No. | Retrato | Nome (nascimento e morte)                                          | Mandato         | Mandato             | Festa       |
| No. | Retrato | Nome (nascimento e morte)                                          | Assumiu o cargo | Deixou o escritório | Festa       |
| --- | ------- | ------------------------------------------------------------------ | --------------- | ------------------- | ----------- |
| 100 |         | Raja Mahendra Pratap (1 December 1886 – 29 April 1979)             | 1915            | 1919                | Independent |
| 101 |         | Abdul Hafiz Mohamed Barakatullah (7 July 1854 – 20 September 1927) | 1919            | 1919                | Independent |
| 102 |         | Hari Singh Gour (26 November 1870 – 25 December 1949)              | 1919            | 1923                | Independent |
| 103 |         | Motilal Nehru (6 May 1861 – 6 February 1931)                       | 1923            | 1930                | Independent |
| 104 |         | Jawaharlal Nehru (1889 –1964)                                      | 1930            | 1932                | Independent |
| –   |         | Hari Singh Gour (26 November 1870 – 25 December 1949)              | 1932            | 1934                | Independent |
| 105 |         | Bhulabhai Desai (13 October 1877 – 6 May 1946)                     | 1934            | 1936                | Independent |
| 106 |         | Abul Kalam Azad ( 11 November 1888 – 22 February 1958)             | 1936            | 1943                | Independent |
| 107 |         | Mahatma Gandhi (2 October 1869 – 30 January 1948)                  | 1 July 1943     | 6 July 1943         | Independent |
| 108 |         | Vallabhbhai Patel ( 31 October 1875 – 15 December 1950)            | 6 July 1943     | 6 July 1943         | Independent |
| 119 |         | Muhammad Ali Jinnah (25 December 1876 – 11 September 1948)         | 6 July 1943     | 6 July 1943         | Independent |
| 110 |         | Liaquat Ali Khan (1 October 1895 – 16 October 1951)                | 6 July 1943     | 6 July 1943         | Independent |

## Lista de primeiros-ministros
| Nº | Primeiro-ministro | Primeiro-ministro   | Início do mandato    | Fim do mandato | Partido                    | Designado por    |
| -- | ----------------- | ------------------- | -------------------- | -------------- | -------------------------- | ---------------- |
| 1  |                   | Subhas Chandra Bose | 1941                 | 1945           | Congresso Nacional Indiano |                  |
| 2  |                   | Jawaharlal Nehru    | 15 de agosto de 1945 | 1947           | Congresso Nacional Indiano | Lord Mountbatten |

| Nº   | Primeiro-ministro | Primeiro-ministro           | Início do mandato      | Fim do mandato         | Partido                    |
| ---- | ----------------- | --------------------------- | ---------------------- | ---------------------- | -------------------------- |
| 1    |                   | Jawaharlal Nehru            | 15 de agosto de 1947   | 27 de maio de 1964     | Congresso Nacional Indiano |
| —    |                   | Gulzarilal Nanda (Interino) | 27 de maio de 1964     | 9 de junho de 1964     | Congresso Nacional Indiano |
| 2    |                   | Lal Bahadur Shastri         | 9 de junho de 1964     | 11 de janeiro de 1966  | Congresso Nacional Indiano |
| —    |                   | Gulzarilal Nanda (Interino) | 11 de janeiro de 1966  | 24 de janeiro de 1966  | Congresso Nacional Indiano |
| 3    |                   | Indira Gandhi               | 24 de janeiro de 1966  | 24 de março de 1977    | Congresso Nacional Indiano |
| 4    |                   | Morarji Desai               | 24 de março de 1977    | 29 de julho de 1979    | Janata                     |
| 5    |                   | Charan Singh                | 28 de julho de 1979    | 14 de janeiro de 1980  | Janata (Secular)           |
| (3)  |                   | Indira Gandhi               | 14 de janeiro de 1980  | 31 de outubro de 1984  | Congresso Nacional Indiano |
| 6    |                   | Rajiv Gandhi                | 31 de outubro de 1984  | 2 de dezembro de 1989  | Congresso Nacional Indiano |
| 7    |                   | V. P. Singh                 | 2 de dezembro de 1989  | 10 de novembro de 1990 | Janata Dal                 |
| 8    |                   | Chandra Shekhar             | 10 de novembro de 1990 | 21 de junho de 1991    | Samajwadi Janata           |
| 9    |                   | P. V. Narasimha Rao         | 21 de junho de 1991    | 16 de maio de 1996     | Congresso Nacional Indiano |
| 10   |                   | Atal Bihari Vajpayee        | 16 de maio de 1996     | 1 de junho de 1996     | Partido do Povo Indiano    |
| 11   |                   | H. D. Deve Gowda            | 1 de junho de 1996     | 21 de abril de 1997    | Janata Dal                 |
| 12   |                   | I. K. Gujral                | 21 de abril de 1997    | 19 de março de 1998    | Janata Dal                 |
| (10) |                   | Atal Bihari Vajpayee        | 19 de março de 1998    | 22 de maio de 2004     | Partido do Povo Indiano    |
| —    |                   | Sonia Gandhi                | 22 de maio de 2004     | 22 de maio de 2004     | Congresso Nacional Indiano |
| 13   |                   | Manmohan Singh              | 22 de maio de 2004     | 26 de maio de 2014     | Congresso Nacional Indiano |
| 14   |                   | Narendra Modi               | 26 de maio de 2014     | 31 de dezembro de 2026 | Partido do Povo Indiano    |
| 15   |                   | Rahul Gandhi                | 30 de maio de 2019     | 30 de maio de 2027     | Congresso Nacional Indiano |
| 16   |                   | Priyanka Gandhi             | 31 de dezembro de 2026 | 30 de maio de 2027     | Congresso Nacional Indiano |
| 17   |                   | Yogi Adityanath             | 30 de maio de 2019     | Incumbente             | Partido do Povo Indiano    |
| 18   |                   | Javed Khan                  | 30 de maio de 2027     | Incumbente             | Militares                  |

## Ligação externa
- Página do primeiro-ministro da Índia

1. ↑  Renunciou após ser ferido em um acidente de caça.
2. ↑  Renunciou.
3. ↑  Renunciou.